# Ruben Bagirow
Ruben Christoforowicz Bagirow (Bagirian) (ros. Рубен Христофорович Багиров (Багирян), orm. Ռուբեն Բաղիրով (Բաղիրյան), ur. 17 czerwca 1908 w Şuşy, zm. 20 lutego 1978 w Piatigorsku) – radziecki żołnierz narodowości ormiańskiej, Bohater Związku Radzieckiego (1944).

## Życiorys
Skończył niepełną szkołę średnią, w 1943 został powołany do Armii Czerwonej, w 1944 ukończył przyśpieszony kurs wojskowej szkoły piechoty w Aszchabadzie, od 1944 należał do WKP(b). Od czerwca 1944 walczył w wojnie z Niemcami, wyróżnił się podczas wyzwalania Prawobrzeżnej Ukrainy i Polski, w forsowaniu Bugu, Sanu i Wisły jako dowódca plutonu w 1176 pułku piechoty 350 Dywizji Piechoty 13 Armii 1 Frontu Ukraińskiego w stopniu porucznika. 18 lipca 1944 wraz z plutonem odparł wiele niemieckich kontrataków na moście kolejowym na Bugu w rejonie Krystynopola w obwodzie lwowskim, 24 lipca sforsował San w Leżajsku, likwidując wielu niemieckich żołnierzy, cztery dni później sforsował Wisłę w Sandomierzu, niszcząc czołg i zabijając wielu Niemców; wraz z plutonem zadał wówczas wrogowi straty w wysokości ponad 60 zabitych. W walce w nocy na 16 sierpnia 1944 został ciężko ranny. Pod koniec 1945 został zwolniony do rezerwy w stopniu starszego porucznika. Mieszkał w Aszchabadzie, później w Piatigorsku. Otrzymał honorowe obywatelstwo Krystynopola. W Czerwonogrodzie na pomniku wyryto jego imię.

## Odznaczenia
- Złota Gwiazda Bohatera Związku Radzieckiego (23 września 1944)
- Order Lenina (23 września 1944)
- Order Czerwonej Gwiazdy (21 lipca 1944)

I medale.